# Antônio Cândido da Rocha
Antônio Cândido da Rocha (Aracati, 1821 — 1882) foi um padre e político brasileiro.

## Vida
Foi presidente da província de São Paulo, nomeado por carta imperial de 1 de julho de 1869, de 30 de julho de 1869 a 5 de novembro de 1870.